# Ferdel Schröder
Ferdel Schröder (* 29. Oktober 1947 in Solingen; † 4. Januar 2013 in Eupen) war ein belgischer Politiker der Partei für Freiheit und Fortschritt (PFF) beziehungsweise Mouvement Réformateur (MR). Er war seit 1999 Mitglied des Parlaments der Deutschsprachigen Gemeinschaft (PDG) und seit 2010 Präsident dieses Parlaments.

## Leben
Ferdel Schröders Eltern betrieben ein Schuhmachergeschäft in St. Vith, das als Teil von Eupen-Malmedy seit 1920 zu Belgien gehörte und 1940 wieder dem Deutschen Reich angegliedert wurde. 1944, vor der Zerstörung der Stadt im Dezember im Zuge der Ardennenoffensive, wurden sie ins Reich evakuiert, wo sie auch in der unmittelbaren Nachkriegszeit lebten und wo Ferdel Schröder 1947 in Solingen zur Welt kam. Die Familie kehrte jedoch ins kriegszerstörte, nun wieder belgische St. Vith zurück, wo Ferdel Schröder die Bischöfliche Schule besuchte und 1964 mit den Schwerpunktfächern Latein und Griechisch die Hochschulreife erlangte. Er studierte in Löwen, wo er Lizenziat der pädagogischen Wissenschaften und Psychologie (1969 und 1970 an der Katholischen Universität Löwen) wurde.
1969 nahm er eine Tätigkeit als Psychologe am Psycho-Medizinisch-Sozialen Zentrum in Verviers auf und leitete sodann von 1971 bis 2010 das Psycho-Medizinisch-Soziale Zentrum der Deutschsprachigen Gemeinschaft („PMS-Zentrum der DG“) in Eupen. 1987 schloss er darüber hinaus am Fritz-Perls-Institut in Düsseldorf eine Ausbildung in integrativer Gestalttherapie sowie in Kinder- und Jugendpsychotherapie ab.
Seine politische Karriere begann, als er zum Präsidenten der JFF (Jugend für Freiheit und Fortschritt) gewählt wurde. Von 1995 bis 2009 war er Regionalpräsident der Partei für Freiheit und Fortschritt (PFF) und von 2002 bis 2009 Vizepräsident der Mouvement Réformateur (MR). Diese Ämter gab er im Jahr 2009 an Kattrin Jadin ab. Auf lokaler Ebene gehörte er von 1988 bis 2010 dem Eupener Stadtrat an und war von 1994 bis 2000 Schul- und Tourismusschöffe unter Bürgermeister Fred Evers.
Am 6. Juli 1999 zog er erstmals in den Rat der Deutschsprachigen Gemeinschaft ein und wurde unmittelbar 2. Vizepräsident und Fraktionsvorsitzender der PFF. Am 1. Februar 2010 wählte das Parlament ihn zum neunten Präsidenten dieser Versammlung; er löste somit Louis Siquet ab. Dieses Amt übte er bis zu seinem Tode aus.

## Familie
In Eupen lernte Ferdel Schröder seine spätere Frau Brigitte Mostert kennen, die 2007 starb. Sie hinterließen zwei Kinder.

## Übersicht der politischen Ämter
- 1988–2010: Mitglied des Eupener Stadtrates
- 1994–2000: Schul- und Tourismusschöffe im Eupener Bürgermeister- und Schöffenkollegium
- 1999–2013: Mitglied des Parlamentes der Deutschsprachigen Gemeinschaft
- 2010–2013: Präsident des Parlamentes der Deutschsprachigen Gemeinschaft